# Luz em Agosto
Luz em Agosto é um romance gótico sulista e modernista do escritor norte-americano William Faulkner publicado em 1932.
O enredo do livro desenvolve-se durante a mesma época em que Faulkner escreveu o livro, o período entreguerras, em que estava vigente a lei seca nos Estados Unidos, focando, em momentos diferentes, na história de duas pessoas que chegam aos arredores da cidade de Jefferson, no condado fictício de Yonapatawpha, em Mississippi, movidos por algum evento ocorrido no passado. A primeira parte da narrativa mostra a busca de Lena Grove, uma jovem branca grávida, pelo pai de seu filho, Lucas Burch; e a segunda foca em Joe Christmas, um colega de Burch, que chega a Jefferson fugindo de seu passado.
O livro ocupa o 54º lugar na lista dos 100 melhores romances escritos em inglês do século XX feita pelos editores da Modern Library em 1998 e foi incluído na lista de 100 melhores romances escritos em inglês de 1923 a 2005 da revista TIME.

## Resumo do enredo

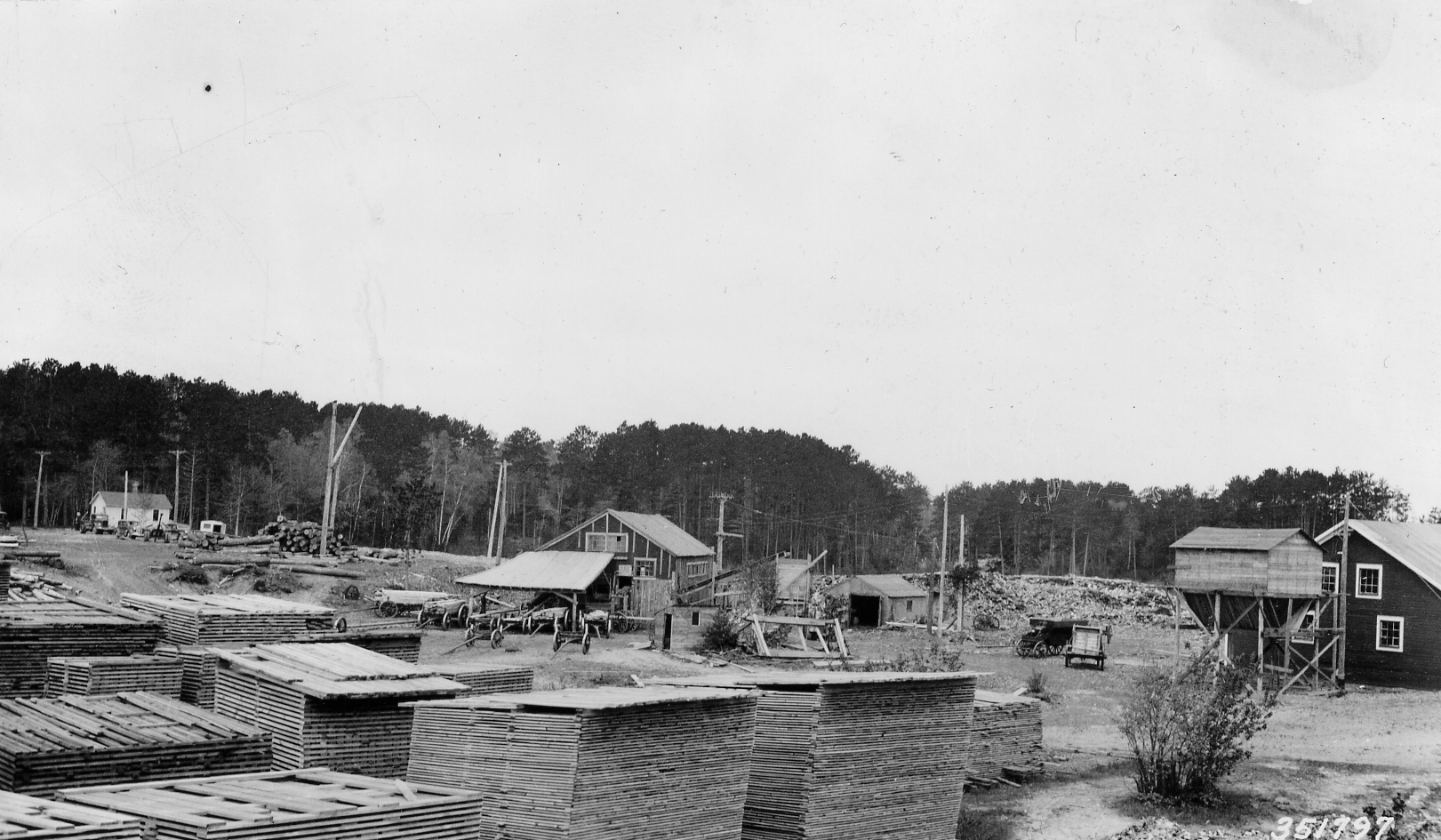
Fotografia de um moinho de aplanamento na década de 1930, parecido com o que aparece no romance.

O enredo passa-se no sul dos Estados Unidos, durante a década de 1930, quando a lei seca nos Estados Unidos e as leis de Jim Crow, que legalizavam a segregação racial no sul, estavam vigentes. Começa com a jornada de Lena Grove, uma jovem branca grávida que vem de Doane’s Mill, do estado do Alabama, em busca de Lucas Burch, o pai da criança. Ele foi demitido de seu emprego em Doane’s Mill e mudou-se para Mississippi, prometendo informá-la quando encontrasse um emprego novo. Sem ter ouvido nada de Burch e aborrecida com as reclamações de seu irmão sobre sua gravidez, Lena chega em Jefferson, Mississippi (uma cidade do condado fictício de Faulkney, Yokanapatawpha), andando e pegando caronas. Ela espera encontrar lá Lucas trabalhando em outro moinho de aplaneamento, preparado para casar. As pessoas que dão carona a ela durante sua viagem de quatro semanas mostram-se céticas de que Lucas Burch será encontrado ou de que manterá sua promessa quando encontrado. Quando ela chega em Jefferson, Lucas está lá, mas mudou seu nome para Joe Brown. Buscando Lucas, Lena conhece Byron Bunch, que apaixona-se por Lena, mas mesmo assim ajuda-a a encontrar Joe Brown. Byron é um trabalhador puritano que teme o ócio como se fosse um laço do diabo, enquanto Joe Brown é mentiroso e preguiçoso.
O romance passa então para a sua segunda ramificação narrativa: a história de Joe Christmas, colega de Lucas Burch/Joe Brown. Christmas é um órfão que fugiu de sua família adotiva após discutir com seu pai adotivo, um metodista rígido, e matá-lo. Apesar de ter a pele clara, Christmas suspeita que é de descendência afro-americana e vê-se como que vagueando entre os grupos étnicos branco e negro, em constante combate contra sua identidade. Christmas chega em Jefferson três anos antes dos eventos centrais do romance ocorrerem e consegue um emprego no moinho onde Byron trabalha, com Joe Brown juntando-se mais tarde a eles. O trabalho no moinho serve de cobertura ao contrabando de bebidas de Christmas, algo ilegal na época por causa da lei seca. Ele desenvolve um relacionamento sexual com Joanna Burden, uma mulher mais velha que descende de uma família abolicionista que já foi poderosa e que agora é desprezada, sendo chamada de temerosa por suas antigas aspirações políticas. Apesar de o relacionamento dos dois ter algum amor no início, Joanna entra na menopausa e volta-se à religião, o que deixa Christmas frustrado e enfurecido. Ao fim de seu relacionamento com Christmas, Jonna tenta forçá-lo, sob a mira de uma arma, a ajoelhar-se e rezar. Joanna pouco depois é assassinada: sua garganta é cortada e ela quase é decapitada.
A narrativa deixa o leitor na dúvida se foi Joe Christmas ou Joe Brown o assassino. Brown é parceiro no negócio de contrabando de Christmas e está saindo da casa de Joanna, que está em chamas, quando um fazendeiro passa pelo lugar para ver o que está acontecendo e tira do fogo o corpo de Joanna. O xerife primeiro suspeita de Joe Brown, mas começa uma busca por Christmas depois que Brown afirma que Christmas é negro. A busca mostra-se infrutífera até que Christmas chega a Mottstown, uma cidade vizinha, sem disfarce; está no caminho de volta a Jefferson, desistindo da fuga. Em Mottstown, ele é preso e transferido para Jefferson. Seus avós, desconhecidos por ele, chegam à cidade e fazem uma visita a Gail Hightower, antigo ministro metodista da cidade e amigo de Byron Bunch. Bunch tenta convencer Highthower a dar a Joe Christmas um álibi, mas Hightower hesita no início. Apesar de o avô de Christmas querer vê-lo linchado, sua avó visita-o na cadeia de Jefferson e aconselha-o a pedir ajuda a Hightower. Quando a polícia está a escoltá-lo para a corte local, Christmas liberta-se e foge para a casa de Highthower. Um guarda nacional rígido, Percy Grimm, segue-o e, sob os protestos de Hightower, atira e castra Christmas. É mostrado então Hightower sentado sozinho em sua casa, refletindo sobre seu passado, inclusive sobre sua obsessão com as aventuras passadas de sua avó confederacionista, que foi morta enquanto roubava uma galinha de um fazendeiro.
Antes da tentativa de fuga de Christmas, Hightower coloca o filho de Lena na cabana onde Brown e Christmas moravam antes do assassinato ocorrer, e Byron consegue organizar um encontro entre Brown/Burch e ela. Quando Brown chega lá, no entanto, foge novamente, e Byron segue-o e começa uma briga na qual perde. Brown parte em um trem e não volta a ser visto. Ao fim da história, um anônimo conversa com sua esposa sobre dois estranhos a quem deu carona para Tennessee, relatando que a mulher tinha um filho e que o homem não era seu pai. Estes eram Lena e Byron, que estavam tentando começar uma nova e tímida busca por Brown, sendo deixados no Tennessee.

## Personagens

### Protagonistas

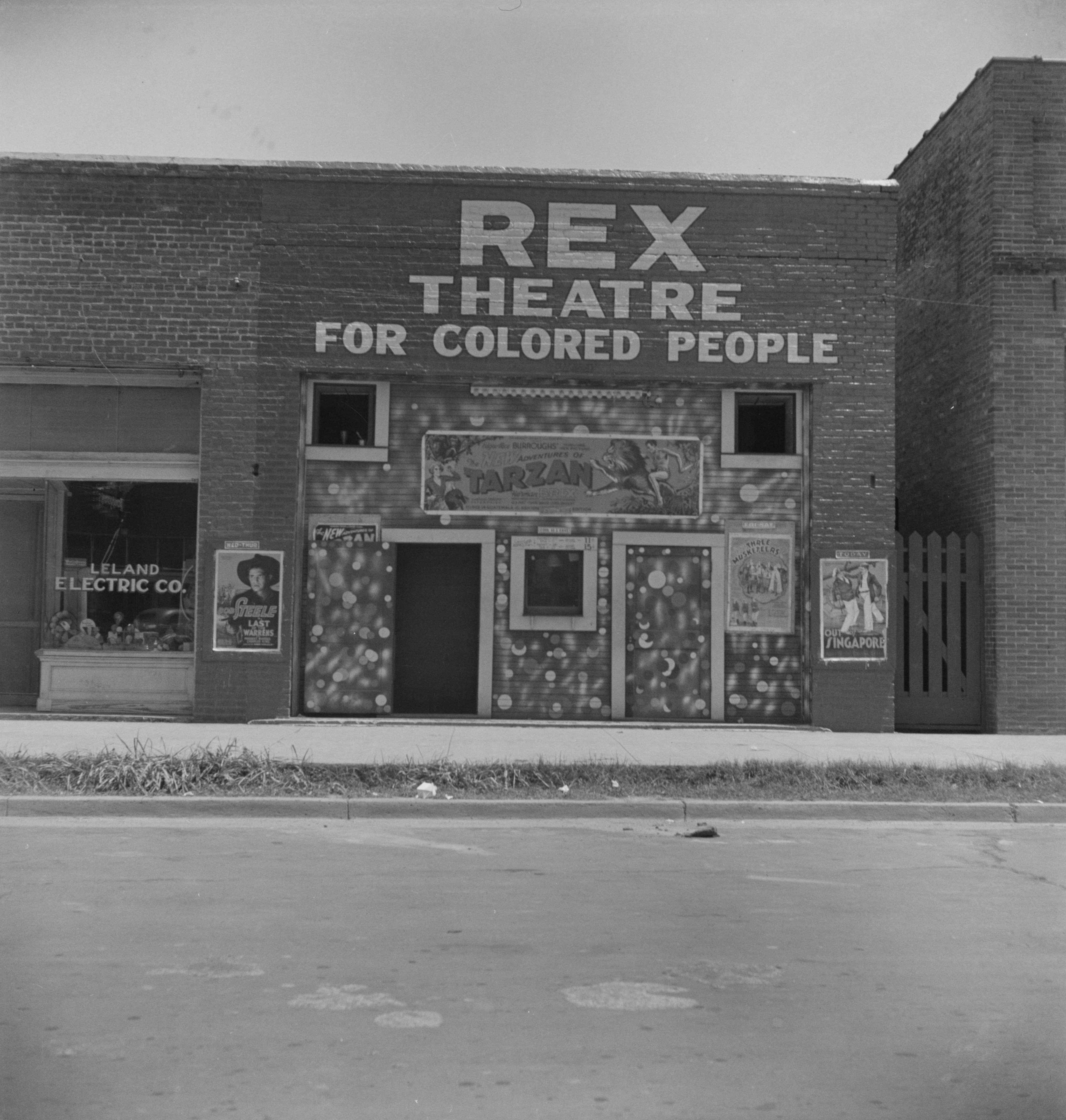
Cinema segregacionista em Leland, Mississippi em 1937, resultado da segregação institucional entre pessoas brancas e negras no sul dos Estados Unidos; Joe Christmas vive entre duas sociedades racialmente segregadas.

- Lena Grove: uma jovem grávida do Alabama que viajou para Jefferson em busca de Lucas Burch, o pai de seu filho.
- Byron Bunch: um bacharel que trabalha no moinho de aplanamento em Jefferson, que conhece e apaixona-se por Lena quando ela chega à cidade. No começo, ao ouvir que um homem chamado Bunch trabalha no moinho, ela acredita que é Lucas, devido à similaridade fonética dos nomes.
- Gail Hightower: antigo ministro metodista de Jefferson, forçado a demitir-se depois que foi descoberto que sua esposa mantinha um caso extraconjugal em Memphis, uma cidade vizinha, e cometeu suicídio. É um amigo e mentor de Byron.
- Lucas Burch/Joe Brown: o jovem que engravidou Lena no Alabama e fugiu quando soube de sua gravidez. Passa a viver, sob o nome de Joe Brown, em uma cabana em Jefferson com Joe Christmas na propriedade de Joanna Burden, trabalhando com Christmas e Byron no moinho de aplanamento. Também é um contrabandista de bebidas.
- Joe Christmas: um homem que chega em Jefferson três anos antes dos eventos ocorridos no romance. Vive em uma cabana na propriedade de Joanna Burden e tem um relacionamento sexual secreto com ela. Apesar de ter pele clara e ser um órfão que desconhece qualquer coisa de sua descendência, Christmas acredita que um de seus pais tem descendência afro-americana, e este segredo transformou-o em uma espécie de andarilho, sempre em fuga do passado. É empregado do moinho de aplanamento até começar a lucrar no contrabando de bebidas.
- Joanna Burden: a única sobrevivente em Jefferson de uma família de abolicionistas da Nova Inglaterra que chega em Jefferson depois da Guerra Civil Americana. É solteira, vive sozinha em uma mansão fora de Jefferson e mantém um relacionamento secreto com Joe Christmas. É assassinada, provavelmente por Christmas, no início do romance, e tem sua casa queimada.

### Coadjuvantes
- Eupheus (“Doc”) Hines: o avô de Joe Christmas. Odeia Christmas e o manda para um orfanato após seu nascimento, ficando no lugar como porteiro para vigiar o garoto. Mais tarde, quando fica sabendo que Christmas é suspeito de assassinar Joanna Burden, ele viaja para Jefferson com sua esposa e começa a incitar a população para linchar até a morte Christmas.

- Sra. Hines: a a´vo de Joe Christmas. Nunca viu Christmas depois da noite em que ele nasceu, e viaja para Jefferson para garantir que seu marido fracassará em linchá-lo, já que ela quer vê-lo novamente pelo menos uma vez antes que ele seja condenado por assassinato.

- Milly Hines: a mãe adolescente de Joe Christmas. Engravida depois de um encontro com um membro de um circo viajante, que ela diz ser mexicano. Morre no parto depois que Eupheus Hines recusa-se a chamar um médico para ela.

- Sr. McEachern: o pai adotivo de Joe Christmas. É um metodista devoto e tenta incutir fervor religioso no jovem órfão que ele adotou. Reprova o fato de Christmas crescer desobedecendo-o e é morto por seu filho adotivo de então 18 anos.

- Sra. McEacher: a mãe adotiva de Joe Christmas. Tenta proteger Christmas, apesar de ele odiá-la e fugir de suas tentativas de ser gentil com ele.

- A nutricionista: uma mulher que trabalhou no orfanato em que Joe Christmas foi criado. Depois que ele acidentalmente vê-a com um homem em seu escritório, ela faz uma tentativa fracassado de transferi-lo para um orfanato somente de crianças negras.

- Sr. Armstid: um homem que dá carona a Lena na sua viagem a Jefferson, deixa-a passar a noite em sua casa e então dá-lhe uma carona para a cidade em sua carroça.

- Sra. Armstid: a esposa de Armstid, que dá a Lena dinheiro, apesar de desdenhá-la.

- Bobbie: uma garçonete em um restaurante em Memphis, uma cidade vizinha de Jefferson, por quem Joe Christmas, enquanto era um adolescente, apaixona-se e pede em casamento em um salão de dança na noite em que ele mata seu pai adotivo. Ela desdenha-o e abandona-o.

- Gavin Stevens: um homem educado e o procurador do distrito que vive em Jefferson e oferece alguns comentários sobre alguns dos eventos do final do romance.

- Percy Grimm: o capitão estadual da Guarda Nacional dos Estados Unidos que mata Joe Christmas e castra-o.

## Construção

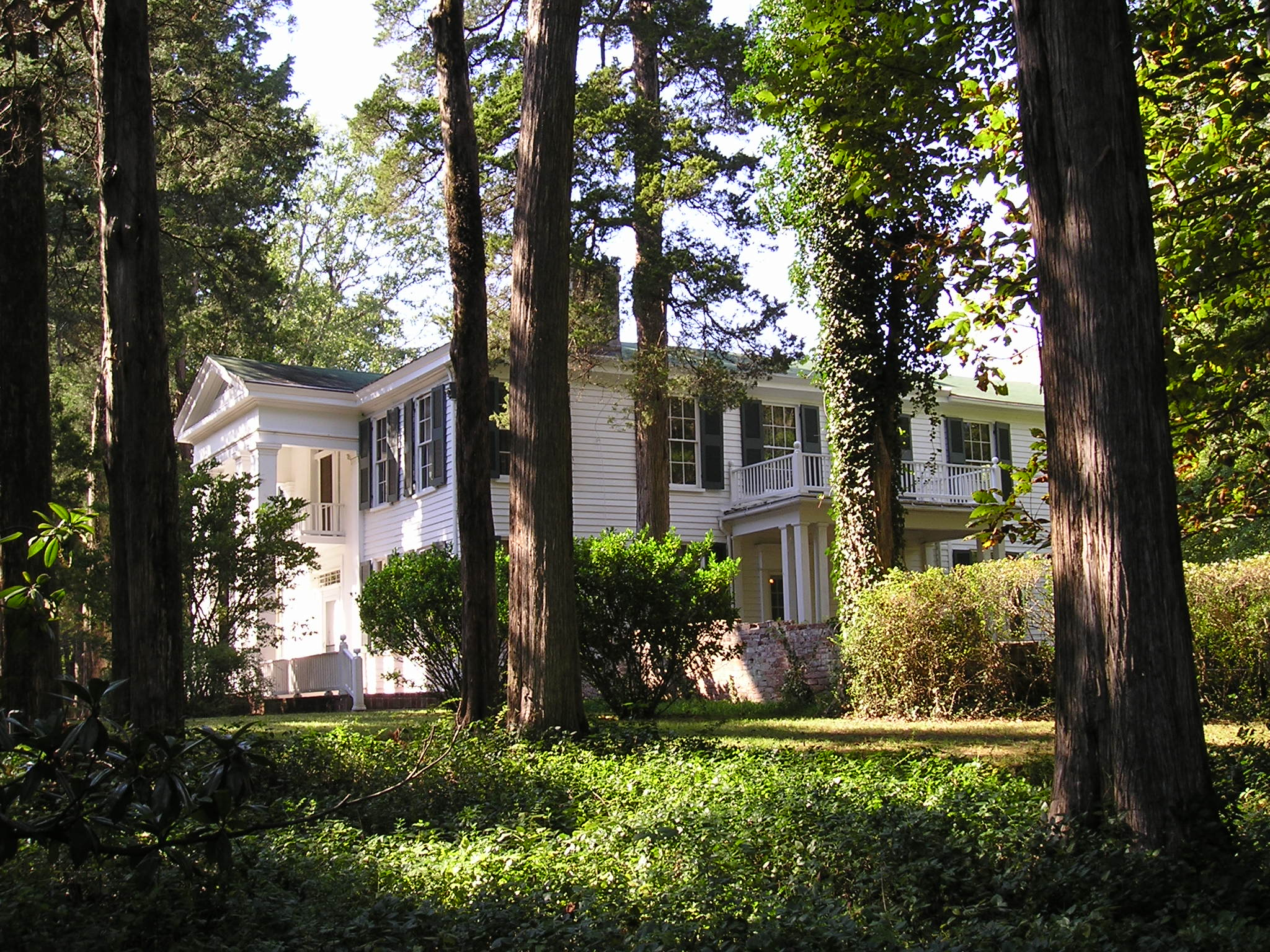
Casa de Faulkner em Rowan Oak em Oxford, Mississippi, onde ele escreveu o romance e, inspirado por uma observação casual de Estelle, sua esposa, mudou o título de Dark House (Casa Sombria, em uma tradução literal) para Luz em Agosto.

Devido à sua obsessão realista e violenta pelos fantasmas do passado, Luz em Agosto é classificado como um romance gótico sulista, gênero em que também classificam-se outras obras de Faulkner e de contemporâneos seus como Carson McCullers, e também de escritores mais tardios como Flannery O’Connor, Truman Capote e Toni Morrison. Críticos como Diane Roberts e David R. Jarraway, entretanto, veem o uso do gênero por Faulkner como diferente pelo dos outros escritores – as alusões góticas na obra Faulkner, como a casa de fazenda em ruínas e seu incessante interesse pelo mistério e pelo horror, serve mais como uma espécie de comentário autoconsciente modernista sobre “a relação distorcida do homem com o passado” e a impossibilidade de determinar-se a verdadeira identidade de alguém.
De acordo com Daniel Joseph Singal, o estilo literário de Faulkner evoluiu gradualmente do estilo vitoriano do século XIX para o modernista, estando Luz em Agosto firmemente localizado no segundo estilo. O romance conta com características modernistas típicas, como a fascinação pelos extremos – luz e escuridão, bem e mal -, o peso causado pelo passado que o presente tem que sustentar e a perda identidade individual. O enredo também é dividido em ramificações duplas, uma focando em Lena Grove e outra em Joe Christmas, uma técnica que Faulkner utilizou diversas vezes em suas obras. A narrativa não é formada sobre nenhuma ordem, já que é frequentemente interrompida por longos flashbacks e constantes mudanças de focos narrativos, passando de um personagem para outro. Essa falta de organização e continuidade narrativa foi vista negativamente por alguns críticos. Como em outros de seus romances, Faulkner emprega elementos de narrativa oral, permitindo que diferentes personagens emprestem sua voz à narrativa com os seus próprios costumes idiomáticos sulistas. Diferente de outros livros situados no condado de Yoknapatawpha, principalmente O Som e a Fúria, Luz em Agosto não conta somente com narração em fluxo de consciência, pois também incorpora diálogo e um narrador onisciente em terceira pessoa que desenvolve a história.

### Título
Alguns críticos especularam que o significado do título vem do uso coloquial da palavra “luz” para referir-se ao parto, e ligaram isso à gravidez de Lena. Falando sobre sua escolha de título, Faulkner rejeitou essa interpretação e explicou-o:
| “ | ...no Mississippi há alguns dias em agosto, quase no meio do mês, que transformam-se subitamente numa espécie de antecipação ao outono, e a luz adquire uma tonalidade fria, ofuscante, suave, luminosa, como se não viesse de hoje mas dos tempos antigos e clássicos. Deve haver faunos e sátiros e deuses e – da Grécia, do Olimpo, nisso tudo. Dura só um ou dois dias, e então se vai... o título fez com que eu lembrasse desse tempo, de uma luminosidade mais velha que a nossa civilização cristã. | ” |

Quanto ao título, ele é aludido quando Gail Hightower senta na janela de seu escritório esperando pela visão da última incursão de seu avô. A visão sempre acontece “nesse momento em que toda a luz já desceu do céu e seria noite se não fosse por essa tênue luz que granula as folhas e a grama lâmina relutante do suspiro, projetando ainda assim um pouco de luz sobre a terra, apesar da noite já ter chegado”. O esboço de Luz em Agosto começou a ser escrito em 1931, tendo sido primeiramente intitulado por Faulkner de Dark House (Casa Sombria, em uma tradução literal) e iniciando com uma cena em que Hightower senta-se frente a uma janela sombria em sua casa. Porém, após uma observação casual de Estelle, esposa de Faulkner, ele decidiu mudar o título.

## Temas

### Alienação
Todos os protagonistas do romance são pobres e excluídos socialmente, cercados por uma comunidade rural grande e impessoal que é representada metonimicamente por personagens anônimos ou de menor participação no enredo. Joanna Burden e o reverendo Highthower são perseguidos pelos habitantes de Jefferson por anos em uma tentativa fracassada de expulsá-los da cidade. Byron Bunch, apesar de ser mais aceito em Jefferson, continua sendo visto como alguém misterioso mas desinteressante, ou então é simplesmente ignorado. Tanto Joe Christmas como Lean Grove são órfãos, novos na comunidade e excluídos, apesar de o primeiro causar fúria e violência na comunidade enquanto a segunda é desprezada mas é generosamente ajudada em suas viagens. De acordo com Cleanth Brooks, essa oposição entre Joe e Lena é uma reflexão pastoral sobre o espectro total da alienação social na sociedade moderna.

### Alegoria cristã
Há vários paralelos com as escrituras sagradas no romance. A vida e a morte de Joe Christmas faz lembrar a paixão de Cristo, Lena e seu filho sem pai paralelizam com Maria e Cristo, e Byron atua como a figura de José. Símbolos cristãos como a urna, a roda e a escuridão estão presentes em todo o romance.
Luz em Agosto tem 21 capítulos, como o evangelho segundo João. Como Virginia V. James Hlavsa coloca, cada capítulo no romance de Faulkner corresponde com algum tema no evangelho segundo João. Por exemplo, ecoando a frase famosa de João, “No princípio era o Verbo, e o Verbo estava com Deus”, está a crença insistente de Lena na palavra dada por Lucas, que é afinal de contas o pai da criança. O capítulo 5 do evangelho, em que um coxo é curado depois de ser batizado, é ecoado com os constantes mergulhos de Christmas. Os ensinamentos dados por Jesus no templo no capítulo 7 são ecoados pelas tentativas de McEachern de ensinar para Christmas seu catecismo. A crucificação ocorre no capítulo 19, o mesmo capítulo em que Christmas é assassinado e castrado. De qualquer modo, as referências cristãs são obscuras e perturbadoras – Lena obviamente não é uma virgem, Christmas demonstra ser um assassino enfurecido – e podem ser vistas mais apropriadamente como espécies de ídolos pagãos equivocadamente adorados como santos.

### Etnia e sexo
Faulkner é considerado um dos principais escritores norte-americanos que abordaram questão étnica dos Estados Unidos, e seus romances, inclusive Luz em Agosto, frequentemente exploram a obsessão persistente que vive no sul quanto à descendência e à etnia desde antes da Guerra Civil Americana, que acabou com a escravidão, até o século XXI. Christmas tem uma pele clara, mas é visto como um estrangeiro pelas pessoas que conhecem-no, e as crianças no orfanato em que cresceu chamavam-no de “crioulo”. Por causa disso, ele acabou criando a ideia de que tem algum tipo de sangue afro-americano nas veias, a qual Faulkner nunca confirma, e vê sua descendência como causadora de uma espécie de pecado original que contaminou seu corpo e suas ações desde seu nascimento. Por causa de sua luta obsessiva contra sua identidade dupla, a branca e a negra, Christmas vive sua vida sempre na estrada. O segredo de sua negritude é algo que ele abomina tão quanto preza; ele frequentemente diz por vontade própria às pessoas que é negro para ver suas reações extremas, e chegou a ficar violento quando uma nortenha branca teve uma reação indiferente. Apesar de Christmas ser culpado de crimes violentos, Faulkner enfatiza que ele está sob comando de forças sociais e psicológicas que estão além de seu controle e que forçam-no a reencenar o papel folclórico e racista da história sulista do negro que mata e estupra.
Christmas exemplifica como viver fora de uma classificação, não sendo nem branco nem negro, é percebido pela sociedade como uma ameaça que só pode ser desfeita com a violência desse indivíduo, que desse modo automaticamente classificar-se-á na sociedade. Ele também não é visto nem como homem nem como mulher, assim como Joanna Burden, a quem Faulkner descreve como “masculinizada”, não é vista nem como homem nem como mulher e é rejeitada por sua comunidade. Por causa disso, um crítico da época de Faulkner afirmou que a negritude e as mulheres eram “as Fúrias gêmeas da sulista e profunda Terra Desolada faulkneriana” e refletiu sobre a hostilidade de Faulkner contra a vida.
De qualquer modo, enquanto as mulheres e as minorias são vistas como “subversivas” e são restringidas pela sociedade patriarcal retratada no romance, Lena Grove consegue viajar de forma segura e ser bem tratada por pessoas que odeiam-na e desconfiam dela, pois ela interpreta o papel feminino no mito conservador de que os homens são os responsáveis pela felicidade das mulheres – também não chegam a vê-la como uma “minoria subversiva” por estarem acostumados com mulheres com filhos sendo abandonadas pelos pais da criança, o que por sua vez faz com que essas pessoas duvidem de que Lucas assumirá sua palavra caso seja encontrado. Dessa forma ela torna-se a única estrangeira que não é alienada ou destruída pelos cidadãos de Jefferson, porque a comunidade reconhece-a como a personificação da natureza e da vida. Essa visão romântica das mulheres no livro implicita que os homens perderam sua conexão inocente com o mundo natural, enquanto as mulheres instintivamente possuem-na.

### Classes sociais e religião
Em Luz em Agosto, assim como na maior parte dos outros romances situados no condado de Yoknapatawpha, Faulkner foca a narrativa principalmente nos sulistas brancos pobres, tanto das classes sociais altas quanto baixas, que tentam lutar para sobreviver na economia arruinada do sul do pós-guerra civil. Os personagens em Luz em Agosto – que são em sua maioria das classes baixas, com exceção do reverendo Hightower e de Joanna Burden – são unidos pela pobreza e por valores puritanos que faz com que eles vejam desdenhosamente mães solteiras como Lena Grove. Faulkner retrata o zelo puritano dos cidadãos sob uma perspectiva negativa, focando nas suas restrições e agressividade, o que fez com que eles acabassem por “deformar-se” na sua luta contra a natureza.

## Recepção
Quando foi publicado em 1932, o romance teve um sucesso moderado; 11,000 exemplares foram impressos inicialmente, com um total de quatro reimpressões ao fim do ano, apesar de uma boa quantidade dos exemplares da quarta reimpressão não ter sido vendida até 1936. Em 1935, Maurice Coindreau traduziu o romance para o francês. No mesmo ano, o livro foi traduzido para o alemão junto de diversos outros romances e contos de Faulkner. Essas obras foram primeiramente aprovadas pelos censores nazistas e receberam muita atenção dos críticos literários alemães, porque eles acreditavam que Faulkner era um ruralista conservador retratando a luta pela pureza racial; pouco depois, no entanto, as obras de Faulkner foram banidas pelos nazistas, e os críticos da Alemanha pós-guerra reavaliaram-no como um cristão humanista otimista.
De acordo com Michael Millgate, apesar de não ser normalmente considerado o melhor romance de Faulkner, Luz em Agosto foi reconhecido em sua época como sendo “um texto fundamental, essencial para qualquer tentativa de entender ou avaliar toda sua carreira”. Muitos dos críticos norte-americanos da época, a maioria composta por nortenhos urbanos que viam o sul como uma região retrógrada e reacionária, focaram suas avaliações somente nas inovações técnicas de Faulkner na questão da narrativa, perdendo por completo ou deixando passar os detalhes regionais e a interconectividade dos personagens, características que remetem a outras obras do autor. Alguns críticos viram as técnicas narrativas de Faulkner não como inovações, mas sim erros, oferecendo a Faulkner dicas de como melhorar seu estilo e repreendendo-o por seus “truques” vindos do modernismo europeu. Os críticos também ficaram insatisfeitos com a violência retratada no romance, rotulando-a pejorativamente de “fantasia gótica”, apesar do fato de linchamento ter sido uma realidade no sul. Apesar dessas queixas, o romance veio a ser visto positivamente graças às suas questões violentas e sombrias, já que era um contraste à literatura sulista de então, que era sentimental e romântica.